# 졸업식에, 카미야 우타코가 없다
《졸업식에, 카미야 우타코가 없다》(卒業式に、神谷詩子がいない 소츠교니, 카미야우타코가이나이[*])는 2022년 2월 27일부터 3월 27일까지 닛폰 TV에서 방영된 일본의 드라마이다.

## 개요
주인공 카미야 우타코는 어릴 적부터 복잡한 가정환경이나 중학 시절의 트라우마로 인해서 장래를 눈여겨 보지 않고 있었다. 2019년 봄에 고등학교에 입학한 우타코는 여섯 명의 동창생과 의기투합하여, ‘팡파레’라는 이름의 그룹을 결성했으며 춤을 추거나 장래의 꿈을 서로 말하거나 하면서 고등학교 생활을 보낸다. 그러던 중에 그녀들의 주변에서 일어나는 여러 위협, 넓어져 가는 마음의 거리 등의 장벽에 부딪치면서 서로 이어져가려고 하는 등신대 고교생들의 이야기를 그린다.

## 등장 인물
- 카야시마 미즈키 : 카미야 우타코(神谷詩子) 역 - 주인공, 춤을 잘추는 고교생
- 오쿠다이라 다이켄 : 테라시마 후미야(寺島史也) 역 - 대형 슈퍼의 아들, 우타코의 동창생
- 타나베 리리카 : 안도 시즈카(安藤しず香（あんどう しずか) 역 - 우타코의 동창생
- 나카가와 다이스케 : 쿠도 켄스케(工藤健介) 역 - 우타카의 동창생
- 리코 : 미야타 모에(宮田萌) 역 - 우타코의 동창생
- 모쿠다이 카즈토(원인은 자신에게 있다.) : 코바야시 마나토(小林真斗) 역 - 우타코의 동창생
- 신타니 유즈미 : 사이토 유이(斎藤唯) 역 - 우타코의 중학 시절의 친구, 사립 고교 1학년
- 안자이 세이라 : 야마자키 미즈키(山崎美月) 역 - 우타코의 중학 시절의 친구, 유이의 동창생
- 쿠니모토 리사 : 우타코의 동창생 역
- 요시다 리오 : 우타코의 동창생 역
- 이시카와 카렌 : 우타코의 동창생 역
- 이레이 히메나 : 우타코의 동창생 역
- 오다카 사라 : 우타코의 동창생 역
- 류토 : 후미야의 친구 역
- 타니다 라나 : 카미야 하나코(神谷華子) 역 - 우타코의 여동생
- 네코제 츠바키 : 카미야 료코(神谷良子) 역 - 싱글 마더, 우타코와 하나코의 엄마

## 제작진
- 각본 : 시마다 우레하
- 음악 : 후쿠히로 슈이치로
- 주제가 ' Guiano - 춤 feat. 리메 (神椿レコード)[2]
- 책임 프로듀서 : 타카야 카즈오
- 기획 · 프로듀서 : 스즈키 츠토무
- 프로듀서 : 에다미 요코]](AX-ON), 나카노 나오유키(AX-ON), 이와사키 린타로
- 연출 : 이토 아키노리
- 플래너 : 키시 료
- 컨텐츠 프로듀서 : 쿠보 사키코(AX-ON), 코마다 슌(vivito)
- 콘텐츠 디렉터 : 하루야마 나츠코(AX-ON), 오쿠보 아야카(AX-ON)
- 선전 프로듀서 : 시메츠카 마사야
- 제작 협력 : AX-ON
- 제작 저작 : 닛폰 TV

## 방송 일정
| 화수  | 날짜     | 부제                     |
| ----- | -------- | ------------------------ |
| 제1화 | 2월 27일 | 졸업식까지 앞으로 1057일 |
| 제2화 | 3월 06일 | 졸업식까지 앞으로 693일  |
| 제3화 | 3월 13일 | 졸업식까지 앞으로 467일  |
| 제4화 | 3월 20일 | 졸업식까지 앞으로 145일  |
| 제5화 | 3월 27일 | 졸업식까지 앞으로 1시간  |